# Luis Felipe Gamio
Luis Felipe Gamio (* 1902 oder 1903; † 1990) war ein uruguayischer Politiker und Arzt.
Der einer baskischen Familie entstammende Augenarzt und Chirurg gehörte der Partido Nacional an. Er saß als stellvertretender Abgeordneter für das Departamento Cerro Largo in der 40. Legislaturperiode vom 4. September bis zum 18. Oktober 1968 und vom 5. August bis zum 19. September 1970 in der Cámara de Representantes. Er war mit Paulina Silva (geb. Míñope Hoyos) verheiratet, gemeinsam hatten sie 2 Kinder. Er starb 1990 im Alter von 87 Jahren. Anlässlich der Sitzung des uruguayischen Senats vom 7. März 1990 wurde seiner in Ansprachen der Senatoren Silveira Zavala und Pereyra gedacht.